# HD217792
HD217792 — хімічно пекулярна зоря спектрального класу F0, що має видиму зоряну величину в смузі V приблизно  5,1.
Вона  розташована на відстані близько 93,2 світлових років від Сонця.